# (8912) Ohshimatake
(8912) Ohshimatake (1995 YN1) – planetoida z pasa głównego asteroid okrążająca Słońce w ciągu 5,56 lat w średniej odległości 3,14 au. Odkryta 21 grudnia 1995 roku.